# Шуттарна III
Шуттарна III — цар Мітанні (середина XIV століття до н. е.).
Син Артадами II. Захопив владу в результаті боротьби за престол, що розгорнулася після вбивства Тушратти. Шуттарна орієнтувався на союз з Ассирією і навіть повернув в Ашшур ворота, свого часу захоплені Шауштатарою. При ньому територія Мітанні була поділена між Алше і Ассирією. Куммійське царство і союз урартських племен (Уруартрі) отримали незалежність.
Після переправи хетів через Євфрат і захоплення Суппілуліума I Вашшуканні, столиці Мітанні, Шуттарна відступив, не прийнявши бою. А на мітаннійський престол Суппілулума посадив Шаттівазу, сина Тушратти, який перебував у васальній залежності від Хетського царства.
| Династія царів Мітанні | Династія царів Мітанні | Династія царів Мітанні | Попередник: Артадама II | цар Мітанні середина XIV століття до н. е. | Наступник: Шаттіваза |